# James Fairbairn (cầu thủ bóng đá)
James Fairbairn (sinh năm 1872) là một cầu thủ bóng đá người Anh thi đấu ở vị trí tiền đạo.